# Swilen Stefanow
Swilen Stefanow (gebräuchliche Transkription: Svilen Stefanov; bulgarisch Свилен Стефанов; * 1966 in Sofia) ist ein bulgarischer Kunsthistoriker, Künstler und Kurator.

## Leben
Stefanow ist Leiter des Fachbereichs Kunstwissenschaften an der Nationalen Kunstakademie Sofia und deren stellvertretender Rektor. Er zählt zu den wichtigsten Vertretern des bulgarischen Neo-Konzeptualismus und hat diese Tendenz in Bulgarien wesentlich kunsthistorisch begleitet.
Im Jahr 2002 nahm er am Ausstellungsprojekt Haus E im Klinikum der Stadt Ludwigshafen teil.

## Veröffentlichungen
- Sawremennata bălgarska zhiwopis: mezhdu lokalnoto i globalnoto. Lik, Sofia 2004, ISBN 954-607-662-7.
- Avangard i norma: inovacionni tendencii v bălgarskoto izkustvo ot kraja na XX vek. Agata, Sofia 2003, ISBN 978-954-540-035-3.
- Kulturni izmerenija na vizualnoto : (dinamika na novoto bălgarsko izkustvo). Grafiti, Sofia 1998, ISBN 954-9826-01-5.